# Casa Eames
La Casa Eames, també coneguda com a Case Study House No. 8, és una residència moderna, que es va convertir en la llar dels mateixos arquitectes, Charles i Ray Eames. Situada a Los Angeles, Califòrnia, Estats Units. Van començar a dissenyar-la l'any 1945, comissionada per la revista Arts & Architecture dins del seu programa Case Study House.
Aquest programa consistia a patrocinar a arquitectes joves perquè dissenyessin una casa prototip que exemplifiqués els models de vida moderna. De les vint-i-cinc Case Study Houses construïdes, la casa Eames és una de les més valorades, considerada com una declaració arquitectònica i com un espai de vida còmode i funcional, sent declarada monument Històric Nacional el 2006.

## Arquitectes
Charles Eames, va néixer el 1907 a Sant Louis, Missouri, i va cursar estudis d'arquitectura. D'altra banda, Ray Eames, va néixer el 1912 a Sacramento, Califòrnia. Es va interessar per la pintura, estudiant en diverses i prestigioses escoles Americanes i exposant també, en galeries importants de Nova York.
Els Eames van ser una parella molt coneguda, tant pel disseny de mobles com d'arquitectura. Junts, no només van saber combinar les disciplines a les quals es van dedicar en un mateix equip sinó que, també van aconseguir aportar solucions noves al món de l'arquitectura i el disseny de mitjans del s. XX.

## Història
A principis de l'any 1940, el propietari de la revista Arts & Architecture i fundador del programa Case Study, John Entenza, va comprar 5 hectàrees de terra que havien estat part de la finca de Will Rogers per construir la seva residència. Més tard va vendre 1,4 hectàrees al matrimoni Eames. Charles Eames va ajudar, juntament amb Eero Saarinen, a dissenyar la casa d'Entenza, que també va formar part del projecte Case Study Houses Program.
Els dos arquitectes plantegen la idea inicial de la Casa Eames el 1945 com una estructura elevada d'acer i vidre que sobresortia del pendent i creuava el camí d'entrada abans de volar sobre el jardí de davant de la casa. La construcció havia de fer-se completament amb peces estàndard disponibles en els catàlegs dels fabricants d'acer.
Després de la guerra aquestes peces eren escasses. Quan els materials van arribar tres anys més tard, el matrimoni havia tingut molt de temps per explorar el lloc on s'aixecaria l'habitatge. Fruit d'una intensa col·laboració entre Charles i Ray, el projecte va canviar radicalment per integrar-se millor amb el terreny i preservar el part que hi havia davant de la casa.

## Emplaçament
L'emplaçament de cinc hectàrees on es va construir la casa està situat en Chautauqua Boulevard a Santa Mònica, Califòrnia.
És una parcel·la plana que s'uneix a un terreny inclinat, creant una gran diferència d'altura cap a l'oest. Concretament, part de la casa es troba sobre un penya-segat de 150 metres amb vista a la badia de Santa Mònica i l'oceà Pacífic, entre uns grans eucaliptus ja existents que els arquitectes van decidir conservar perquè proporcionen un bell joc de llums, ombres i reflexos amb la casa.

## Característiques
La Casa Eames és un exemple notable de disseny modern i funcionalista. És un exemple d'habitatge modular de fàcil fabricació i muntatge. Està construïda amb materials industrials, reflectint l'estètica i les tècniques de construcció de la postguerra.

#### Espai
La casa té una doble forma: actua com a contenidor i contingut. És un contenidor de l'espai en el qual habiten i treballen dues persones i alhora és contingut, perquè representa les idees fetes forma d'aquestes dues persones que són a més d'habitants, els seus dissenyadors. Dissenyada per a fusionar-se harmoniosament amb el seu entorn natural, els grans finestrals i les terrasses a l'aire lliure permeten als residents gaudir de la bellesa del paisatge circumdant i establir una connexió íntima amb la naturalesa.

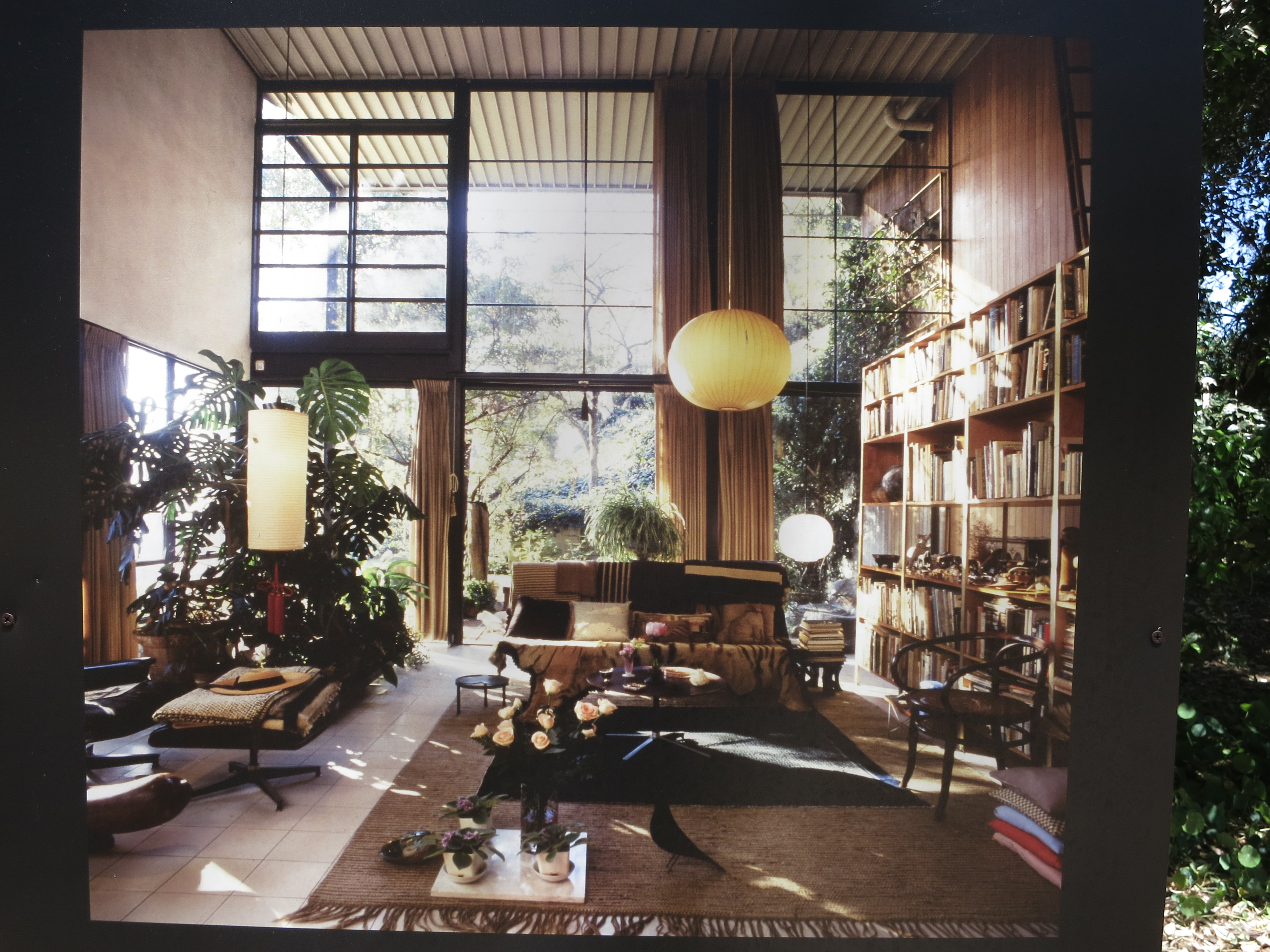
Interior Casa Eames

#### Estructura
L'estructura de la casa Eames va ser instal·lada en tan sols 90 hores, utilitzant acer i estructures compostes, així com un petit mur de contenció de formigó. L'estructura principal d'acer es troba suspesa sobre un pujol. Utilitza grans panells de vidre per a crear una connexió fluida entre l'interior i l'exterior, permetent abundant llum natural i vistes panoràmiques. L'edifici de caràcter rectilini cobra vitalitat per mitjà de les textures, els colors i els materials orquestrats per Ray Eames.

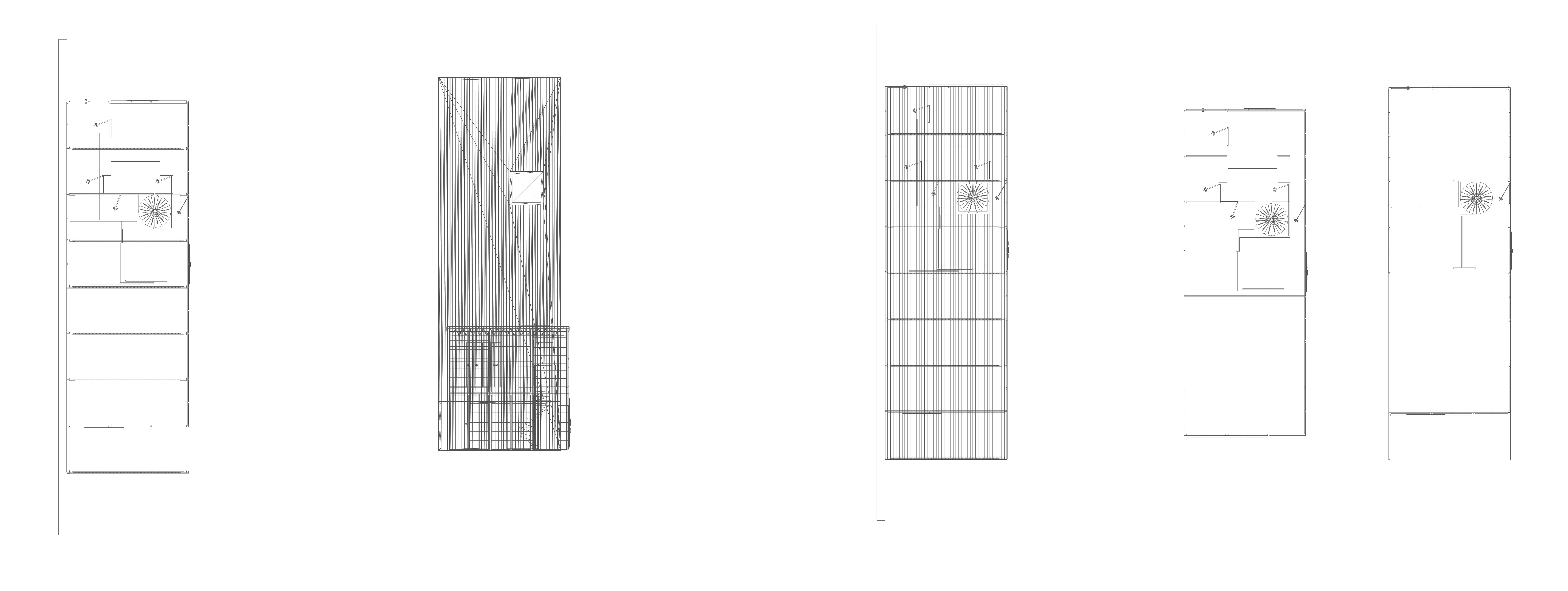
Plantes Casa Eames

#### Distribució
La distribució interior de la Casa Eames és flexible i fluida, amb àrees obertes que s'integren entre si. Els Eames van dissenyar la casa per a adaptar-se a les necessitats canviants dels seus ocupants, promovent la versatilitat i la funcionalitat.

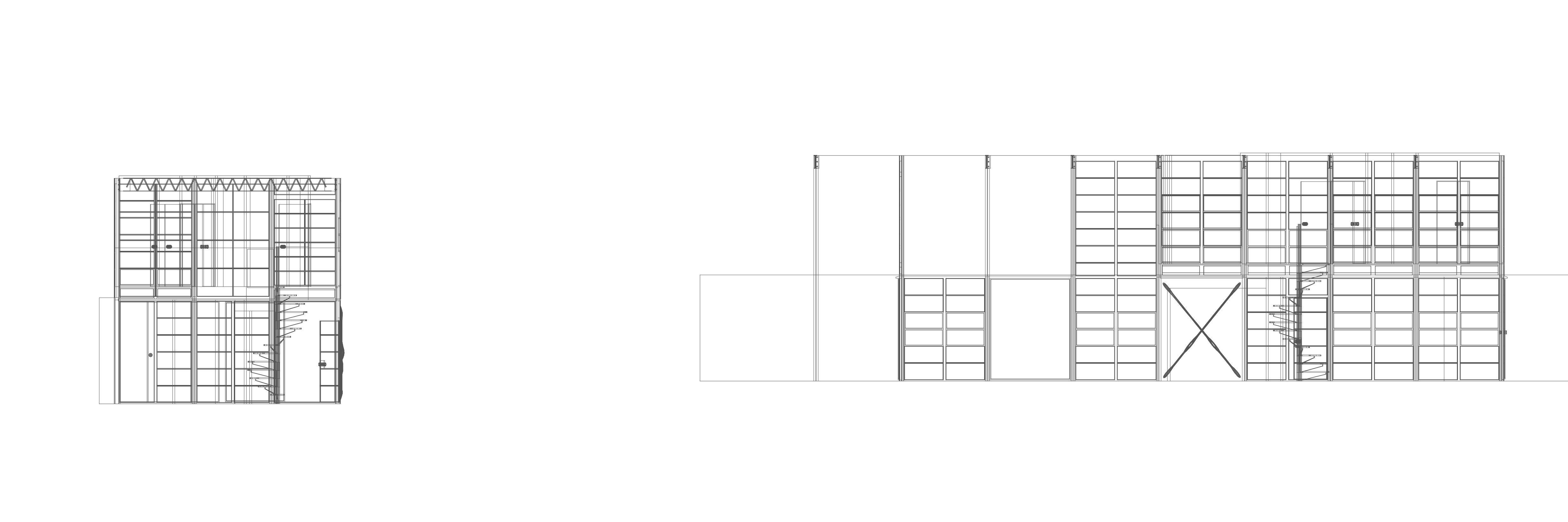
Alçats Casa Eames

El nivell inferior de la residència compta amb una sala d'estar, vestíbul amb armaris i escala de cargol, cuina i safareig. El nivell superior té dos dormitoris i dona a la sala d'estar de doble alçada en forma d'entresol. El segon pis de la residència també compta amb dos lavabos i diversos passadissos plens d'armaris d'alumini. L'edifici de l'estudi té un entrepís similar però no tan llarg. La planta baixa de l'estudi compta amb un lavabo, un bany, una sala fosca per a processar fotografies i un gran espai obert amb doble altura de volum. El pis superior s'utilitzava principalment com a magatzem, però ocasionalment es convertia en allotjament per a convidats. També es va introduir un pati, que separa la residència de l'espai de l'estudi.
Charles i Ray Eames també van dissenyar mobles icònics que es van utilitzar a la Casa Eames, com la Lounge Chair i la cadira Eames de plàstic modelat. Aquests mobles s'han convertit en símbols del disseny modern i complementen l'estètica de la casa.

## Actualitat
La màgia de la casa Eames i el seu entorn s'ha preservat bé des de la defunció de Ray Eames el 1988. Després de la seva mort, Lucia Eames, filla de Charles, es va encarregar de mantenir la casa amb el suport de patrocinadors institucionals, com Eames Office, Herman Miller i Vitra. Actualment, l'Eames Foundation és la responsable de la seva cura i administració. Al llarg dels anys, la Fundació ha col·laborat amb diverses organitzacions com a part del seu Projecte de 250 anys, un pla destinat a assegurar que les generacions futures que visitin la casa puguin gaudir de la mateixa experiència autèntica que les persones d'avui dia.